# Constantin von Monakov
Constantin von Monakov, född 4 november 1853 i Bobrezovo, Guvernementet Vologda, Kejsardömet Ryssland 
, död 19 oktober 1930 i Zürich, var en rysk-schweizisk läkare.
Monakov blev 1868 naturaliserad i Zürich, blev 1880 medicine doktor, var 1878–1885 underläkare vid kantonen Sankt Gallens dårvårdsanstalt, utnämndes 1885 till docent i neurologi och psykiatri i Zürich och kallades 1895 till professor i neurologi, hjärnpatologi och anatomi där. Monakov utgav ett betydande antal arbeten rörande nervsystemets anatomi, fysiologi och patologi, bland dem den omfattande monografin Gehirnpatologie (1897; andra upplagan 1905).